# Лугаре
Лугаре (серб. Лугаре) — населённый пункт в общине Лебане Ябланичского округа Сербии.

## Население
Согласно переписи населения 2002 года, в селе проживало 389 человек (388 сербов и 1 лицо другой национальности).
| Численность населения | Численность населения | Численность населения | Численность населения | Численность населения | Численность населения | Численность населения | Численность населения |
| 1948                  | 1953                  | 1961                  | 1971                  | 1981                  | 1991                  | 2002                  | 2011                  |
| --------------------- | --------------------- | --------------------- | --------------------- | --------------------- | --------------------- | --------------------- | --------------------- |
| 380                   | 406                   | 399                   | 367                   | 380                   | 420                   | 389                   | 341                   |

## Религия
Согласно церковно-административному делению Сербской православной церкви, село относится ко Второму бошняцкому приходу Ябланичского архиерейского наместничества Нишской епархии.